# Rodskov
Rodskov er en landsby på Djursland med 443 indbyggere  (2024). Rodskov er beliggende tre kilometer sydøst for Hornslet og fire kilometer vest for Ugelbølle. Fra Aarhus er der 20 kilometer mod nord til Rodskov. Landsbyen rummer Rodskov Forsamlingshus med plads til cirka 120 gæster. Det ejes og drives af Rodskov-Eskerod Beboerforening. Landsbyen har Danmarks ældste gymnastikforening, Rodskov Gymnastikforening, stiftet i 1883. Der er desuden en kommunal sportsplads, en petanquebane og -klub og en tankstation med tilhørende pizzeria og kiosk. Indbyggertallet er vokset betydeligt i 2017 på grund af byggeriet af Kaløvigparken, der er et udlejningskompleks.
Byen ligger i Region Midtjylland og hører under Syddjurs Kommune. Rodskov er beliggende i Hornslet Sogn.